# الشباتية (حرض)

تعديل مصدري - تعديل

الشباتية هي إحدى قرى عزلة العتنة بمديرية حرض التابعة لمحافظة حجة، بلغ تعداد سكانها 700 نسمة حسب تعداد اليمن لعام 2004.